# 홍문관
홍문관(弘文館)은 조선의 행정기관이자 연구기관이다. 궁중의 경서(經書)·사적(史籍), 문한(文翰), 문서의 관리 및 왕의 각종 자문에 응하는 일을 관장하던 관서로, 예조의 속아문이다. 삼사의 하나로 옥당(玉堂)·옥서(玉署)·영각(瀛閣), 서서원(瑞書院)·청연각(淸燕閣)이라고도 하며 사헌부, 사간원과 함께 언론삼사라고도 한다.
왕궁 서고에 보관된 도서를 관리하고 한림관계의 일을 전공하며 임금의 자문에 응하였다. 조선에서 경전에 나오는 옛 사람들이 행한 정치를 연구하고 군주가 어떻게 행동해야 하는가를 공부하는 것은 중요하게 여겨졌으므로 홍문관은 조선 정치기구에서 중요한 위치를 차지하였다. 관원은 모두 문관이었으며, 모두 경연의 관직을 겸임하였고, 부제학부터 부수찬까지는 모두 지제교를 겸임하였다. 조선시대 청요직(淸要職)의 상징으로서 정승·판서 등 고위 관리들은 거의 예외 없이 이곳을 거쳐갔다.

## 역사
고려 공민왕 5년(1356년)에 집현관과 우문관을 없애고, 수문전·집현전 학사를 두었다고 한다. 이후에도 간간이 폐하고, 다시 설치하던 것을 조선 세종 2년(1420년)에 확대·개편하였다. 이전까지는 관청도 없고, 직무도 없었으나 이때부터 청사를 가지고, 경전과 역사의 강론과 임금의 자문을 담당하였다. 무관도 문관에 예를 다해야 하는 곳이 있음을 크게 표하고 그 뜻을 유지하려 하였다.
이후에 세조 2년(1456년) 6월 6일에 집현전을 파하고, 경연을 정지시키면서 소장한 책을 예문관에서 관장하게 하였다. 세조 6년(1460년) 5월 22일에는 이조에서 사관 선임 규정을 강화하고, 경연·집현전·보문각 등은 직함이 비고 직임이 없으니 혁파하기를 청하였으므로 윤허하였다. 이로써 집현전은 완전히 폐하게 되었다. 세조 9년(1463)에 집현전의 기구를 모방하여 설치하였다가 이후 진독청(進讀廳)·경연원(經筵院)·홍문관(弘文館) 등으로 고쳤다.
성종 9년(1478년) 3월 19일에 다시 예문관 부제학 이하의 각원을 홍문관의 관직으로 옮겨 임명하게 하여 예문관을 분리·개편하였다. 임진왜란 때에는 노비와 백성들이 궁궐에 난입하여 노비문서를 불을 태우고 재물을 약탈할 때 홍문관의 거대한 장서는 재가 되어 사라졌다. 융희 1년(1907)에 홍문관은 폐지되었다.

## 구성
| 품계  | 관직           | 정원 | 비고       |
| ----- | -------------- | ---- | ---------- |
| 정1품 | 영사(領事)     | 1명  | 의정(議政) |
| 정2품 | 대제학(大提學) | 1명  | 겸직       |
| 종2품 | 제학(提學)     | 1명  | 겸직       |
| 정3품 | 부제학(副提學) | 1명  |            |
| 정3품 | 직제학(直提學) | 1명  |            |
| 종3품 | 전한(典翰)     | 1명  |            |
| 정4품 | 응교(應敎)     | 1명  |            |
| 종4품 | 부응교(副應敎) | 1명  |            |
| 정5품 | 교리(校理)     | 2명  |            |
| 종5품 | 부교리(副校理) | 2명  |            |
| 정6품 | 수찬(修撰)     | 2명  |            |
| 종6품 | 부수찬(副修撰) | 2명  |            |
| 정7품 | 박사(博士)     | 1명  |            |
| 정8품 | 저작(著作)     | 1명  |            |
| 정9품 | 정자(正字)     | 3명  |            |

## 관련서적
『홍문관지(弘文館志)』 - 정조(正祖)의 명찬서(命撰書)로 이노춘(李魯春) 등이 홍문관(弘文館)의 연혁(沿革), 직관(職官), 진강(進講), 관규(館規), 서적(書                籍), 사실(事實) 등을 정리한 책이다. 종로도서관 소장본은 1784년(정조 8) 간행한 판본을 바탕으로 1870년(高宗 7)에 개간(改刊)한 중간본(重刊本)이다.

## 같이 보기
- 삼사
  - 사헌부
  - 사간원
- 집현전
- 규장각